# Dr. House (7. řada)
Sedmá řada seriálu Dr. House následovala po šesté řadě a předcházela osmé, poslední řadě celého seriálu Dr. House. Má celkem 23 dílů a byla premiérově vysílána od září 2010 do května 2011.

## Díly
| Č. v seriálu | Č. v řadě | Původní název          | Český název             | Režie              | Scénář                                       | Premiéra v USA     | Premiéra v ČR      |
| --- | --------- | ---------------------- | ----------------------- | ------------------ | -------------------------------------------- | ------------------ | ------------------ |
| 133 | 1         | Now What?              | Co teď?                 | Greg Yaitanes      | Doris Egan                                   | 20. září 2010      | 5. září 2011       |
| Konečná diagnóza: otrava ropušími vejci                                                                             |           |                        |                         |                    |                                              |                    |                    |
| 134 | 2         | Selfish                | Sobectví                | Dan Attias         | Eli Attie                                    | 27. září 2010      | 12. září 2011      |
| Konečná diagnóza: rys srpkovitého erytrocytu                                                                        |           |                        |                         |                    |                                              |                    |                    |
| 135 | 3         | Unwritten              | Nepsaná dohoda          | Greg Yaitanes      | John C. Kelley                               | 4. října 2010      | 19. září 2011      |
| Konečná diagnóza: posttraumatická syringomyelie                                                                     |           |                        |                         |                    |                                              |                    |                    |
| 136 | 4         | Massage Therapy        | Masážní terapie         | David Straiton     | Peter Blake                                  | 11. října 2010     | 26. září 2011      |
| Konečná diagnóza: schizofrenie                                                                                      |           |                        |                         |                    |                                              |                    |                    |
| 137 | 5         | Unplanned Parenthood   | Neplánované rodičovství | Greg Yaitanes      | David Foster                                 | 18. října 2010     | 3. října 2011      |
| Konečná diagnóza: plicní embolie způsobená rakovinou plic a melanomem (Abbey), dědičný melanom (její dítě)          |           |                        |                         |                    |                                              |                    |                    |
| 138 | 6         | Office Politics        | Politická objednávka    | Sanford Bookstaver | Seth Hoffman                                 | 25. října 2010     | 10. října 2011     |
| Konečná diagnóza: Hepatitida C                                                                                      |           |                        |                         |                    |                                              |                    |                    |
| 139 | 7         | A Pox on our House     | Neštovice o rok více    | Tucker Gates       | Lawrence Kaplow                              | 8. listopadu 2010  | 17. října 2011     |
| Konečná diagnóza: rickettsiální neštovice                                                                           |           |                        |                         |                    |                                              |                    |                    |
| 140 | 8         | Small Sacrifices       | Drobné oběti            | Greg Yaitanes      | David Hoselton                               | 22. listopadu 2010 | 24. října 2011     |
| Konečná diagnóza: Marburgská roztroušená skleróza, Malnutrice, Rhodococcus equi                                     |           |                        |                         |                    |                                              |                    |                    |
| 141 | 9         | Larger Than Life       | V nadživotní velikosti  | Miguel Sapochnik   | Sara Hess                                    | 17. ledna 2011     | 31. října 2011     |
| Konečná diagnóza: plané neštovice                                                                                   |           |                        |                         |                    |                                              |                    |                    |
| 142 | 10        | Carrot & Stick         | Cukr nebo bič           | David Straiton     | Liz Friedman                                 | 24. ledna 2011     | 7. listopadu 2011  |
| Konečná diagnóza: smíšená porfýrie                                                                                  |           |                        |                         |                    |                                              |                    |                    |
| 143 | 11        | Family Practice        | Rodinná praxe           | Miguel Sapochnik   | Peter Blake                                  | 7. února 2011      | 14. listopadu 2011 |
| Konečná diagnóza: otrava kobaltem                                                                                   |           |                        |                         |                    |                                              |                    |                    |
| 144 | 12        | You Must Remember This | Pamatuj si to           | David Platt        | Katherine Lingenfelter                       | 14. února 2011     | 21. listopadu 2011 |
| Konečná diagnóza: McLeodův syndrom způsobující obsedantně kompulzivní poruchu                                       |           |                        |                         |                    |                                              |                    |                    |
| 145 | 13        | Two Stories            | Dva příběhy             | Greg Yaitanes      | Thomas L. Moran                              | 21. února 2011     | 28. listopadu 2011 |
| Konečná diagnóza: jídlo v plicích                                                                                   |           |                        |                         |                    |                                              |                    |                    |
| 146 | 14        | Recession Proof        | Následky recese         | S. J. Clarkson     | John C. Kelley                               | 28. února 2011     | 5. prosince 2011   |
| Konečná diagnóza: Kryopyrin-asociovaný periodický syndrom                                                           |           |                        |                         |                    |                                              |                    |                    |
| 147 | 15        | Bombshells             | Střepiny                | Greg Yaitanes      | Liz Friedman a Sara Hess                     | 7. března 2011     | 12. prosince 2011  |
| Konečná diagnóza: Stafylokok z abscesu (Ryan), začínající tumor v ledvinách a alergie na antibiotika (Cuddyová)     |           |                        |                         |                    |                                              |                    |                    |
| 148 | 16        | Out of Chute           | Volným pádem            | Sanford Bookstaver | Lawrence Kaplow a Thomas L. Moran            | 14. března 2011    | 19. prosince 2011  |
| Konečná diagnóza: infekce Bartonella                                                                                |           |                        |                         |                    |                                              |                    |                    |
| 149 | 17        | Fall from grace        | V nemilosti             | Tucker Gates       | John C. Kelley                               | 21. března 2011    | 6. února 2012      |
| Konečná diagnóza: Refsumova nemoc                                                                                   |           |                        |                         |                    |                                              |                    |                    |
| 150 | 18        | The Dig                | Naleziště               | Matt Shakman       | David Hoselton a Sara Hess                   | 11. dubna 2011     | 13. února 2012     |
| Konečná diagnóza: Ehlersův-Danlosův syndrom vedoucí k nutkavému hromadění věcí; Q-horečka (Nina), Q-horečka (Brian) |           |                        |                         |                    |                                              |                    |                    |
| 151 | 19        | Last Temptation        | Poslední pokušení       | Tim Southam        | David Foster a Liz Friedman                  | 18. dubna 2011     | 20. února 2012     |
| Konečná diagnóza: sarkom pažní kosti                                                                                |           |                        |                         |                    |                                              |                    |                    |
| 152 | 20        | Changes                | Změny                   | David Straiton     | Eli Attie a Seth Hoffman                     | 2. května 2011     | 27. února 2012     |
| Konečná diagnóza: teratom                                                                                           |           |                        |                         |                    |                                              |                    |                    |
| 153 | 21        | The Fix                | Náprava                 | Greg Yaitanes      | Thomas L. Moran a David Shore                | 9. května 2011     | 5. března 2012     |
| Konečná diagnóza: otrava Puchyřníkem lékařským (Wendy), Glomus tumor (Terry)                                        |           |                        |                         |                    |                                              |                    |                    |
| 154 | 22        | After Hours            | Přesčasy                | Miguel Sapochnik   | Seth Hoffman, Russel Friend a Garrett Lerner | 16. května 2011    | 12. března 2012    |
| Konečná diagnóza: entaméba                                                                                          |           |                        |                         |                    |                                              |                    |                    |
| 155 | 23        | Moving On              | Jít dál                 | Greg Yaitanes      | Katherine Lingenfelter a Peter Blake         | 23. května 2011    | 19. března 2012    |
| Konečná diagnóza: Wegenerova granulomatóza                                                                          |           |                        |                         |                    |                                              |                    |                    |